# Ötvös Ágoston
Ötvös Ágoston (Gyulafehérvár, 1811. április 27. –  Gyulafehérvár, 1861. október 25.) erdélyi magyar orvos, történész, a Magyar Tudományos Akadémia levelező tagja.

## Élete

### Származása és tanulmányai
Az erdélyi örmény Ötvös család leszármazottja. 
Gyulafehérváron, 1811. április 27-én látta meg a napvilágot. Apja kereskedő volt. Alsóbb iskoláit az ottani gimnáziumban, a felsőbbeket a püspöki líceumban végezte. 1828-ban az orvosi tudományok iránti érdekélődése miatt Pestre utazott, ahol az átlagos orvosi tanulmányokon kívül leginkább Weszerle tanár előadásai szerint a történelmet tanulmányozta. 1834-ben Bécsbe távozott, ahol az ottani közkórházban dr. Seeburg udvari orvos osztályában nyolc hónapig tovább képezte magát.

### Orvosként
1836-ban nyerte el Pesten az orvosdoktori oklevelet. Ezután visszatért szülővárosába, ahol orvosi gyakorlatát folytatott. 1839-ben Alsó-Fehér megye megválasztotta, a megye tiszteletbeli táblabírájának. 1841-ben a királyi magyar természettudományi társulat rendes tagjának, az 1844. évben gyulafehérvári olvasó, voltaképpen polgári egylet, melynek létrehozásában tevékenyen részt  is vett, igazgatójának választotta, mely állásán mindaddig megmaradt, míg a szabadságharc viharában magát az egyesületet is szétrombolta.

### Pénztárnok és akadémikus
1846-ban az Erdélyi Udvari Kancellária kinevezte gyulafehérvári királyi pénztárnoknak, 1848-ban erdélyi utolsó országgyűlésére Gyulafehérvár város küldte követnek. 1851-ben az előpataki templom építését mint néhai Erőss Sándor gyulafehérvári őrkanonoknak teljhatalmú biztosa bevégezte és Kovács Antal apát által ünnepélyesen felszenteltette. Korán osztotta meg hajlamát az orvosi tudomány és a történelmi kutatások közt, melyeknek a gyulafehérvári könyvtár  kincsei bő anyagot nyújtottak. Az 1849. események után még nagyobb szenvedéllyel folytatta történelmi kutatásait, immár az országos levéltárban is. A Magyar Tudományos Akadémia  1860. december 16. választotta be levelező tagjának. A tudományos „búvárlatainak” eredményeit  mindenkivel örömest közlő, szerény, humánus tudóst okmánygyűjteményének rendezgetése közben 1861. október 25-én érte a halál Gyulafehérvárt.

## Művei
- Orvosi-értekezés Erdély ország gyógy-vizeiről. Buda, 1836 (latin címmel is)
- Rejtelmes levelek első Rákóczy György korából. Kolozsvár, 1848
- Brandenburgi Katalin fejedelemsége. Budapest, 1861